# Lilo y Stitch: la serie
Lilo y Stitch: la serie es una serie animada estadounidense producida por Walt Disney Television Animation. Fue estrenada el 20 de septiembre de 2003 en Disney Channel. El 30 de septiembre de ese mismo año se estrenó en la cadena ABC (American Broadcasting Company) como parte de ABC Kids. La serie finalizó el 29 de julio de 2006, después de 65 episodios repartidos en dos temporadas.
La secuela de Lilo & Stitch, La película de Stitch, sirve como piloto de esta serie, mientras que la película Leroy & Stitch representa el final de su trama.

## Trama
Lilo y Stitch deben buscar los experimentos extraviados de Jumba, intentando cambiar su comportamiento destructivo por uno más amigable. Mientras tanto, el excapitán Gantu y su compañero 625 quieren recuperar los experimentos para entregárselos al Dr. Hämsterviel, el villano de la serie que quiere apoderarse de los experimentos para fines destructivos.

## Personajes

### Principales
- Stitch (Experimento 626): Es azul y muy esponjoso. Su función principal es destruir todo lo que toca. Antes de saber que era un extraterrestre, se pensaba que era un perro collie. Sus principales atributos son soportar 30000 veces su peso (pero luego se sabe que no puede levantar ni un solo gramo más).
- Lilo Pelekai: Es una niña hawaiana. Le encantan las películas de terror (en especial de monstruos raros), y Elvis Presley. Mertle dice que es  extraña.
- Nani Pelekai: Es la hermana mayor de Lilo y se encarga de cuidarla ya que sus padres fallecieron en un accidente de auto.
- Jumba Jookiba: Científico malvado (según él mismo). Vive con Lilo, Nani, Pleakley y Stitch. Siempre llama a Lilo y Stitch "Pequeña Niña" y "626". Es el creador de los experimentos, y como tal, advierte a Lilo sobre ellos y sus funciones cuando aparecen.
- Pleakley: Exagente de La Comunidad Intergaláctica. Vive con Nani, Lilo, Jumba y Stitch. Siempre suele disfrazarse de mujer.
- Mertle Edmonds: Niña hawaiana egocéntrica, que tiene un grupo de amigas a modo de séquito, y piensa que Lilo es extraña y un fenómeno.
- Gantu: Secuaz de Hämsterviel, con el que empezó a trabajar tras ser despedido como agente intergaláctico. Siempre intenta capturar  los experimentos para enviárselos a Hämsterviel, pero fracasa en ello, siendo detenido siempre por Lilo y Stitch.
- Experimento 625: Es un experimento holgazán, asistente de Gantu. Amante de los sándwiches.

### Recurrentes
- Dr. Jacques von Hämsterviel: Científico malvado con aspecto de pequeño roedor obsesionado con conseguir los experimentos de Jumba. Se encuentra en prisión, desde donde se comunica con Gantu, a quien a menudo grita furioso por fracasar en las cacerías de experimentos.
- David Kawena: Novio de Nanni, surfista pero, como ella, David no tiene trabajo fijo. Él está al tanto de Stitch y los extraterrestres que han llegado a la tierra.
- Experimentos del 001 al 624: Experimentos de Jumba, y "primos" de Stitch. Cada uno de ellos tiene una función o habilidad única.
- Moses: Profesor de hula de Lilo, a la que suele aconsejar.
- Teresa, Yuki y Elena: Amigas de Mertle. Cuando ella dice algo, ellas siempre responden a coro con un: "Síii".
- Victoria: Amiga de Lilo. Aunque Lilo sea extraña, ellas se llevan bien.
- Sra. Kasakawa: Es la vendedora de frutas del pueblo. Es un tanto ciega y sorda. En varios episodios se muestra que lleva peluca.
- Keoni Jameson: Un chico amigo de Lilo, la cual esta enamorado de él. Es un apasionado del monopatinaje (skateboarding, en inglés).
- Cobra Burbujas: Un trabajador social, exagente de la CIA, amigo de la familia Pelekai.
- El hombre del helado: Es un hombre calvo y con gafas de sol que normalmente se lo ve quemado por el sol, y con un helado de menta que siempre se le cae.

## Episodios
| Temporada | Temporada | Episodios | Episodios | Lanzamiento original     | Lanzamiento original  |
| Temporada | Temporada | Episodios | Episodios | Primera emisión          | Última emisión        |
| --------- | --------- | --------- | --------- | ------------------------ | --------------------- |
|           | 1         | 39        | 39        | 20 de septiembre de 2003 | 28 de febrero de 2004 |
|           | 2         | 26        | 26        | 5 de noviembre de 2004   | 29 de julio de 2006   |